# Санти-Вито-Модесто-э-Крешенция (титулярная диакония)
Титулярная диакония Санти-Вито-Модесто-э-Крешенция — титулярная церковь также известная, вначале, как Сан-Вито-ин-Мачело-Муртирум, находилась возле Мацеллума Ливии, в V районе Рима (Августа). В средние века титулярная диакония приняла название Санти-Вито-э-Модесто-ин-Мачело-Муртирум и, следовательно, нынешнее название. С 1477 года по 1480 год титулярная диакония приняла статус титулярной церкви, а затем вернулась к титулярной диаконии в 1565 году, когда Папа Пий IV создал 23 новых кардиналов. Однако Папа Сикст V в своей апостольской конституции «Religiosa» снова причислил её к диаконии. Диакония принадлежит церкви Санти-Вито-Модесто-э-Крешенция, расположенной в районе Рима Эсквилино, рядом с Сервиевой стеной, на виа Карло Альберто и виа Сан-Вито.

## Список кардиналов-дьяконов и кардиналов-священников титулярной диаконии Сан-Вито-ин-Мачело-Муртирум
- Лев Остийский, O.S.B. — (1088 — 1101, назначен кардиналом-епископом Порто);
- Лев (или Леонас), O.S.B. — (1115 — 1116, до смерти);
- Амико младший, O.S.B. — (1116 — 1120, назначен кардиналом-священником Санта-Кроче-ин-Джерусалемме);
- Грегорио — (декабрь 1120 — февраль 1130, до смерти);
- Лучо Боэцио, O.S.B.Vall. — (1130 или 1134 — 1138, назначен кардиналом-священником Сан-Клементе);
- Грегорио — (1152 — 1159, до смерти);
  - вакантно (1159—1385);
- Ринальдо Бранкаччо — (20 марта 1385 — 27 марта 1427, назначен кардиналом-священником Санта-Мария-ин-Трастевере);
  - вакантно (1427—1473);
- Джакопо Антонио Веньер — титулярная диакония pro hac vice (17 мая 1473 — 3 декабря 1476, назначен кардиналом-священником Сан-Клементе);
  - вакантно (1476—1480).

## Список кардиналов-дьяконов и кардиналов-священников титулярной диаконии Санти-Вито-э-Модесто-ин-Мачело-Муртирум
- Джованни Баттиста Савелли — (июнь 1480 — 18 сентября 1498, до смерти);
- Асканио Мария Сфорца де Висконти — (18 сентября 1498 — 27 мая 1505, до смерти);
- Карло Доменико дель Карретто — (17 декабря 1505 — 4 января 1507, назначен кардиналом-священником Сан-Никола-фра-ле-Иммаджини);
  - вакантно (1507—1517);
- Никколо Ридольфи — (6 июля 1517 — 19 января 1534, назначен кардиналом-дьяконом Санта-Мария-ин-Козмедин);
- Гвидо Асканио Сфорца ди Санта Фьора — (18 декабря 1534 — 31 мая 1540, назначен кардиналом-дьяконом Санта-Мария-ин-Козмедин);
- Реджинальд Поул — (31 мая 1540 — 10 декабря 1540, назначен кардиналом-дьяконом Санта-Мария-ин-Козмедин);
  - вакантно (1540—1545);
- Никколо Гадди — (9 января 1545 — 28 февраля 1550, назначен кардиналом-дьяконом Санта-Мария-ин-Домника);
  - вакантно (1550—1555);
- Карло Карафа — (23 августа 1555 — 31 января 1560, назначен кардиналом-дьяконом Сан-Никола-ин-Карчере);
- Карло Борромео — (14 февраля — 4 сентября 1560, назначен кардиналом-дьяконом Санти-Сильвестро-э-Мартино-ай-Монти);
  - вакантно (1560—1565);
- Карло Висконти — титулярная диакония pro hac vice (15 мая 1565 — 12 ноября 1565, до смерти);
- Гвидо Лука Ферреро — (6 марта 1566 — 16 мая 1585, до смерти);
  - вакантно (1585—1587);
- Асканио Колонна, — (25 февраля 1587 — 5 декабря 1588, назначен кардиналом-дьяконом Сан-Никола-ин-Карчере).

## Список кардиналов-дьяконов и кардиналов-священников титулярной диаконии Санти-Вито-Модесто-э-Крешенция
- - вакантно (1588—1599);
- Бонвизо Бонвизи — (17 марта 1599 — 5 июля 1599, назначен кардиналом-священником Сан-Бьяджо-дель-Анелло);
  - вакантно (1599—1626);
- Лельо Биша — (9 февраля 1626 — 19 декабря 1633, назначен кардиналом-дьяконом Санта-Мария-ин-Козмедин);
- Бенедетто Убальди — (9 января 1634 — 18 января 1644, до смерти);
  - вакантно (1644—1645);
- Федерико Сфорца — (10 июля 1645 — 26 июня 1656, назначен кардиналом-дьяконом Санти-Сильвестро-э-Мартино-ай-Монти);
  - вакантно (1656—1660);
- Франческо Мария Манчини — (19 апреля 1660 — 14 мая 1670, назначен кардиналом-священником Сан-Маттео-ин-Мерулана);
- Джованни Дольфин — титулярная диакония pro hac vice (19 мая 1670 — 19 июля 1699, до смерти);
  - вакантно (1699—1715);
- Фабио Оливьери — (23 сентября 1715 — 9 февраля 1738, до смерти);
- Карло Мария Марини — (23 июня 1738 — 15 июля 1739, назначен кардиналом-дьяконом Сант-Агата-алла-Субурра);
  - вакантно (1739—1744);
- Доменико Орсини д’Арагона — (15 июня 1744 — 26 ноября 1753, назначен кардиналом-дьяконом Сан-Никола-ин-Карчере);
- Джузеппе Ливидзани Муладзани — (10 декабря 1753 — 21 марта 1754, до смерти);
- Луиджи Мария Торреджани — (22 апреля 1754 — 22 апреля 1765, назначен кардиналом-дьяконом Сант-Агата-алла-Субурра);
- Андреа Негрони — (5 июня 1765 — 13 декабря 1779, назначен кардиналом-дьяконом Сант-Агата-алла-Субурра);
  - вакантно (1779—1843);
- Джованни Серафини — (30 января 1843 — 16 апреля 1846, назначен кардиналом-дьяконом Санта-Мария-ин-Козмедин);
  - вакантно (1846—1853);
- Винченцо Сантуччи — (10 марта 1853 — 23 июня 1854, назначен кардиналом-дьяконом Санта-Мария-ад-Мартирес);
  - вакантно (1854—1856);
- Гаспаре Грасселини, C.O. — (19 июня 1856 — 20 декабря 1867, назначен кардиналом-дьяконом Санта-Мария-ад-Мартирес);
- Эдоардо Борромео — (16 марта 1868 — 28 марта 1878, до смерти);
  - вакантно (1878—1885);
- Карло Кристофори — (30 июля 1885 — 30 января 1891, до смерти);
  - вакантно (1891—1901);
- Франческо ди Паола Кассетта — in commendam (28 апреля 1901 — 27 марта 1905, назначен кардиналом-епископом Сабины);
  - вакантно (1905—1936);
- Эжен Тиссеран — (18 июня 1936 — 13 декабря 1937), титулярная диакония pro hac vice (13 декабря 1937 — 11 декабря 1939, назначен кардиналом-священником Санта-Мария-сопра-Минерва);
  - вакантно (1939—1959);
- Хосе Мария Буэно-и-Монреаль — титулярная диакония pro hac vice (12 марта 1959 — 20 августа 1987, до смерти);
  - вакантно (1987—2007);
- Умберто Бетти, O.F.M. — (24 ноября 2007 — 1 апреля 2009, до смерти);
  - вакантно (2009—2012);
- Джузеппе Бертелло — (18 февраля 2012 — 4 марта 2022), титулярная диакония pro hac vice (4 марта 2022 — по настоящее время).